# Kagungan Ratu
Kagungan Ratu is een bestuurslaag in het regentschap Tulang Bawang Barat van de provincie Lampung, Indonesië. Kagungan Ratu telt 6129 inwoners (volkstelling 2010).